# Samarium(III)-sulfat
Samarium(III)-sulfat (Sm2(SO4)3) ist ein Salz des Seltenerd-Metalls Samarium mit Schwefelsäure. Es bildet als Octahydrat gelbe Kristalle.

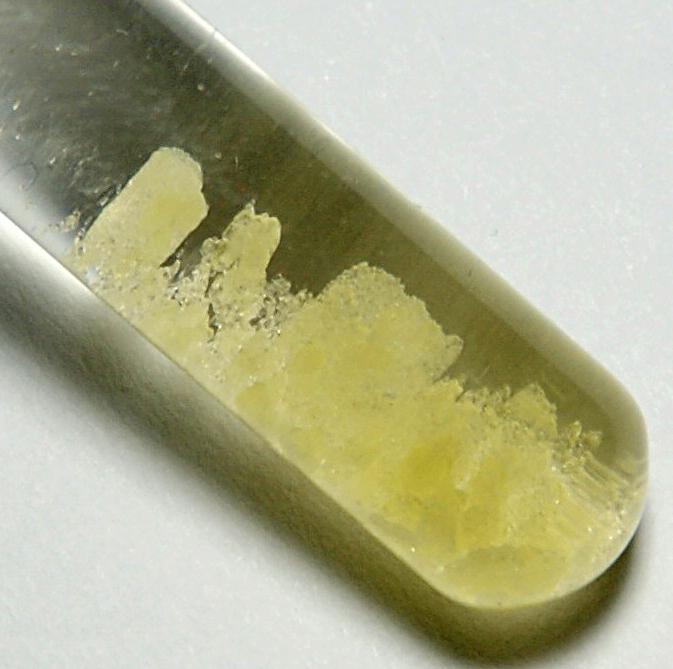
Samarium(III)-sulfat